# Max Klesse
Max Wilhelm Klesse (* 7. März 1896 in Schlegel, Kreis Neurode, Provinz Schlesien; † 29. Dezember 1963 in Berlin) war ein deutscher Arzt, Historiker und Widerstandskämpfer gegen den Nationalsozialismus.

## Leben

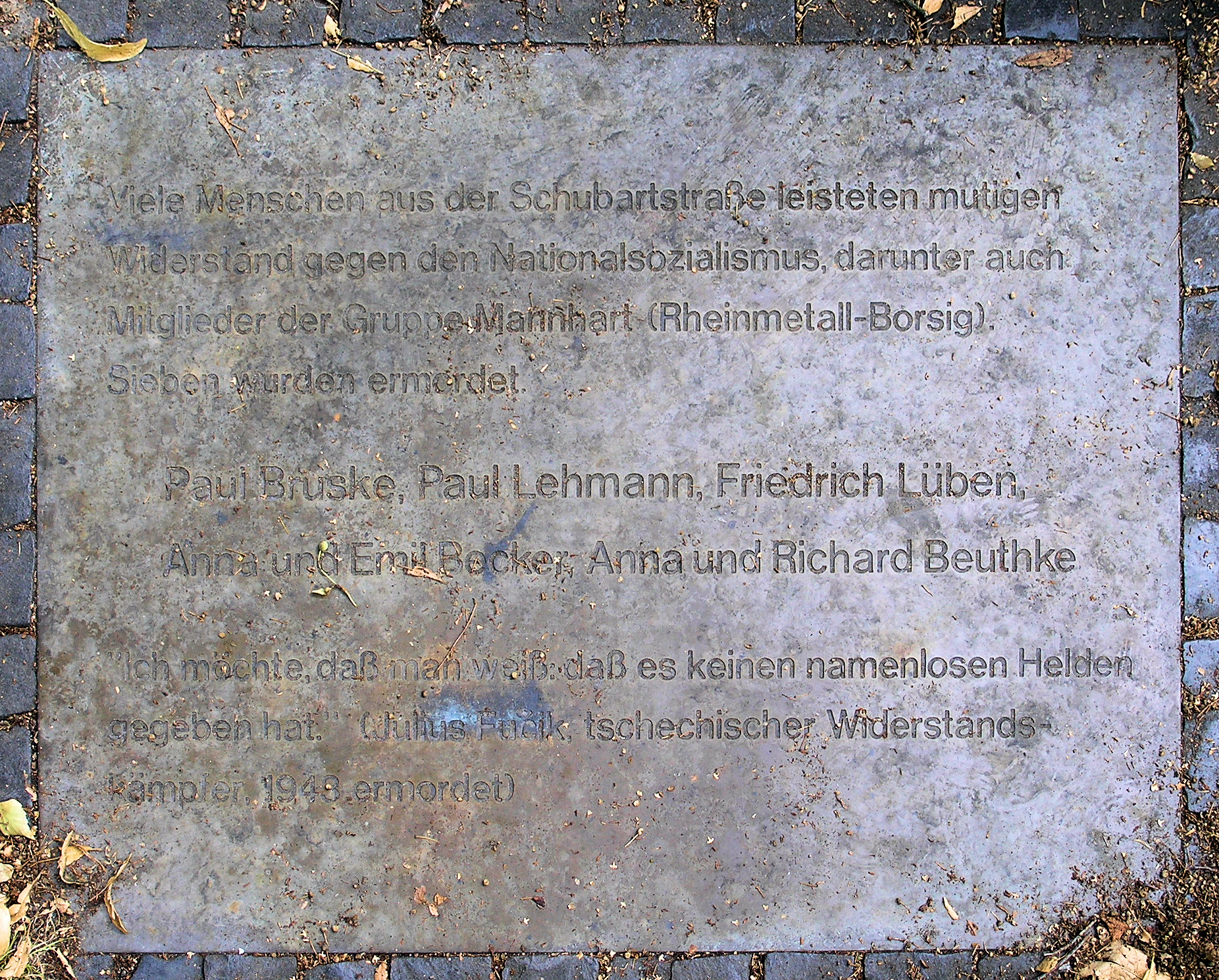
Gedenktafel in der Schubartstraße 55, in Berlin-Borsigwalde

Max Klesse studierte Medizin und Nationalökonomie in Breslau und Berlin, daneben engagierte er sich ab 1916 in der USPD und ab 1920 in der SPD. 1926 wurde er stellvertretender Stadtarzt und Stadtoberschularzt in Berlin-Reinickendorf.
Im Jahr 1934 verlor Klesse beide Ämter aus politischen Gründen. Zur Sicherung seiner wirtschaftlichen Existenz eröffnete er daraufhin mit seiner Frau Maria (geb. Semmler, 1892–1982) eine Arztpraxis in Berlin-Heiligensee.
Seit Ausbruch des Zweiten Weltkrieges verfasste und verbreitete er zusammen mit seiner Frau Maria in Berlin Flugblätter gegen das NS-Regime. Diese Tätigkeit setzte er ab 1941 mit seiner zweiten Frau Sophie (geb. Schad, 1905–1979) fort. 1942 gründete er die  Reinickendorfer Widerstandsgruppe „Mannhart“, der sich auch Mitarbeiter wichtiger Großbetriebe im Berliner Norden (u. a. Rheinmetall-Borsig, AEG Hennigsdorf, Hausdruckerei der Deutschen Waffen- und Munitionswerke) anschlossen, die wiederholt Flugblätter in ihre Betriebe einschleusten.
Nach Kriegsende 1945 beteiligten sich die überlebenden Mitglieder der Widerstandsgruppe Mannhart am Aufbau einer neuen gesellschaftlichen Ordnung.
Im Zuge des Neuaufbaus der deutschen Verwaltung nach Kriegsende wurde Klesse als politisch Unbelasteter im Dezember 1945 Leiter der Abteilung „Präventive medizinische Versorgung“ (ab Sept. 1946: Abteilung „Präventive Gesundheitsversorgung“) in der Zentralen Gesundheitsverwaltung der Sowjetischen Besatzungszone, mit Sitz in Berlin. Dieses Amt übte er bis 1947 aus.
Wegen seiner geschichtswissenschaftlichen und politischen Publikationen seit Mitte der 1920er Jahre, insbesondere im Rahmen seiner Mitarbeit an den Sozialistischen Monatsheften, wurde er 1946 von Wilhelm Blume als Professor für Sozialgeschichte und Sozialhygiene an die neu gegründete Pädagogische Hochschule Berlin mit Sitz in Ost-Berlin berufen. Bei der Spaltung der Hochschule in eine westliche und eine östliche Institution im Jahr 1948 wechselte Klesse an den neuen Standort in Berlin-Lankwitz. Hier war er bis zu seiner Emeritierung 1959 tätig.

## Werke (Auswahl)
- Beziehungen zwischen Alkoholkonsum und Nahrungsspielraum (Auszüge aus seiner Doktorarbeit aus dem Frühjahr 1925), in: Die Alkoholfrage – Internationale wissenschaftlich-praktische Zeitschrift, 21. Jg. (1925), Heft 5, 254–261.
- Beitrag zum quantitativen und qualitativen Problem des Geburtenrückganges auf Grund schulärztlicher Untersuchungen an Normal- und Hilfsschülern, in: Zeitschrift für Schulgesundheitspflege und soziale Hygiene, 43. Jg. (1930), Heft 8, S. 201–208.
- Beamtentum, Staat und Demokratie, in: Sozialistische Monatshefte, 1930, S. 434–440.
- Über Bedeutung von Umwelt und Anlage für Einzel- und Volksschicksal, in: Gesundheit und Erziehung, Neue Folge der Zeitschrift für Schulgesundheitspflege, 46. Jg. (1933), Nr. 10, S. 350–360.
- Die Aufgaben der Schule im Kampf gegen die Tuberkulose. Eine Einführung in die Sozial- und Schulhygiene. Gesundheit und Beruf 3, Schriftenreihe zur Gesundheitslehre, Lehrerheft, Berlin/Hannover: Pädagogischer Verlag Berthold Schulz, 1950.
- Vom Alten zum Neuen Israel. Ein Beitrag zur Genese der Judenfrage und des Antisemitismus, Frankfurt/M.: Ner-Tamid-Verlag, 1965.